# Fernanda Pereyra
Fernanda Gabriela Pereyra (San Juan (Argentina), 30 de junho de 1991) é uma jogadora de vôlei de praia argentina.

## Carreira
Ela é filha do ex-árbitro de futebol José Pereyra e da ex-voleibolistas Liliane, e irmã do voleibolista Federico Pereyra.
Em 2018 formou dupla com Ana Gallay competindo nas etapas do correspondente Circuito Sul-Americano de Vôlei de Praia. obtendo o terceiro lugar no Grand Slam de Rosario,quinto lugar no Gran Slam de Coquimbo,quarto posto na etapa de Cañete, ainda alcançaram a nona posição no Gram Slam de Santa Cruz de Cabrália,conquista o terceiro lugar na etapa de Montevidéu pelo Circuito Sul-Americano de Vôlei de Praia
, atuando juntas também na conquista medalha de prata no CSV Finals em Lima.
Na temporada de 2018-19 esteve com Ana Gallay disputando o Circuito Alemão de Vólei de Praia (Techniker Beach Tour) conquistando o título da etapa de Sankt Peter-Ording e o quinto lugar na etapa de Lípsia e em 2019 conquistaram o título da Copa de Vôlei de Praia (NHK).
Com Gallay venceram a fase da Continental Cup (Grupo C) realizada em Assunçãoe ainda disputaram as etapas do Circuito Sul-Americano de Vôlei de Praia de 2019 terminando na terceira posição em  São Francisco do Sul e em Coquimbo, foram vice-campeãs na etapa de Lima, e novamente ocuparam o terceiro lugar na etapa de Brasília.
Ainda em disputaram Jogos Sul-Americanos de Praia de 2019 em realizados em Rosário, Argentina, finalizando com a medalha de pratae finalizaram na décima sétima posição no Campeonato Mundial de 2019 em Hamburgo.

## Títulos e resultados
- Etapa de Lima do Circuito Sul-Americano de Vôlei de Praia:2019
- Etapa de Brasília do Circuito Sul-Americano de Vôlei de Praia:2019
- Etapa de Coquimbo do Circuito Sul-Americano de Vôlei de Praia:2019
- Etapa de São Francisco do Sul do Circuito Sul-Americano de Vôlei de Praia:2019
- Grand Slam de Rosario do Circuito Sul-Americano de Vôlei de Praia:2018
- Etapa de Montevidéu do Circuito Sul-Americano de Vôlei de Praia:2018
- Etapa de Cañete do Circuito Sul-Americano de Vôlei de Praia:2018
- Etapa de Sankt Peter-Ordingdo Circuito Alemão de Vôlei de Praia:2018
- Copa Alemã NHK de Vôlei de Praia:2019